# Наричино (Смоленская область)
Наричино — деревня в Кардымовском районе Смоленской области России. Входит в состав Нетризовского сельского поселения. 
Расположена в центральной части области в 23 км к юго-западу от Кардымова, в 15 км восточнее автодороги А141 Орёл — Витебск, на берегу реки Днепр. В 8 км западнее деревни расположена железнодорожная станция Тычинино на линии Смоленск — Рославль. 

## История
В годы Великой Отечественной войны деревня была оккупирована гитлеровскими войсками в августе 1941 года, освобождена в сентябре 1943 года.